# Rue des Trois-Mages
La rue des Trois-Mages est une voie marseillaise située à la limite des 1er et 6e arrondissements de Marseille.

## Situation et accès
La rue débute à l’intersection avec le cours Julien en prolongeant son axe initial qui part de Noailles. Elle gravit la colline Saint-Michel jusqu’à l’intersection avec la rue des Trois-Rois où elle atteint le sommet. Elle se termine place Jean-Jaurès dite La Plaine.
La ligne de tramway   (anciennement tramway 68) du réseau RTM passe en tunnel sous cette rue du début jusqu’à la rue Sibié.

## Origine du nom
La rue doit son nom à l’enseigne d’une auberge qui se nommait Les 3 Mages au XIIIe siècle. Son nom peut aussi faire probablement référence aux rois Mages.

## Historique
Dans cette rue, au couchant de la plaine Saint-Michel, sur un lieu appelé Mont-Sion, est bâti en 1205 le monastère de l’ordre des Citeaux par Nicole de Roquefort, à l’emplacement d’un hospice pour voyageurs. Ce couvent est détruit en 1361, en vue d’assurer la Ville contre les bandes de pillards. Ces religieuses se replient à l’intérieur des remparts en un lieu, près de l’église Saint-Martin, qui donne le nom à la rue.
Elle est classée dans la voirie de Marseille le 28 avril 1855.

## Bâtiments remarquables et lieux de mémoire
- N° 1 : le peintre François Maury a habité dans sa jeunesse à ce numéro[2].
- Au début de la rue se trouve l’entrée sud du lycée Thiers. L’autre entrée se situe place du Lycée.